# Freie-Partie-Europameisterschaft der Junioren 2016/17

Logo CEB (ausrichtender Verband)

Die Freie-Partie-Europameisterschaft der Junioren 2017 war das 36. Turnier in dieser Disziplin des Karambolagebillards und fand vom 30. April bis zum 2. Mai 2017 in Brandenburg an der Havel statt. Die Meisterschaft zählte zur Saison 2016/17.

## Geschichte
Sam van Etten setzte sich als klarer Favorit am Ende sicher durch und wurde zum zweiten Mal Junioreneuropameister in der Freien Partie. Zweiter wurde der Belgier Stef van Hees vor dem Dänen Anders Henriksen und Simon Blondeel vom DBC Bochum.

## Modus
Gespielt wurde eine Vorrunde mit drei Gruppen à drei Spieler im Round-Robin-Modus. Die acht Gruppenbesten qualifizierten sich für das Viertelfinale. Ab hier wurde in einer Knock-out-Runde der Sieger ermittelt. Die Distanz betrug in der Gruppenphase 250 Punkte oder 20 Aufnahmen und in der KO-Phase 300 Punkte oder 20 Aufnahmen. Ab der Saison 2001/02 wurde Platz drei nicht mehr ausgespielt.
Platzierung in den Tabellen bei Punktgleichheit:
1. MP = Matchpunkte
2. GD = Generaldurchschnitt
3. HS = Höchstserie

## Vorrunde

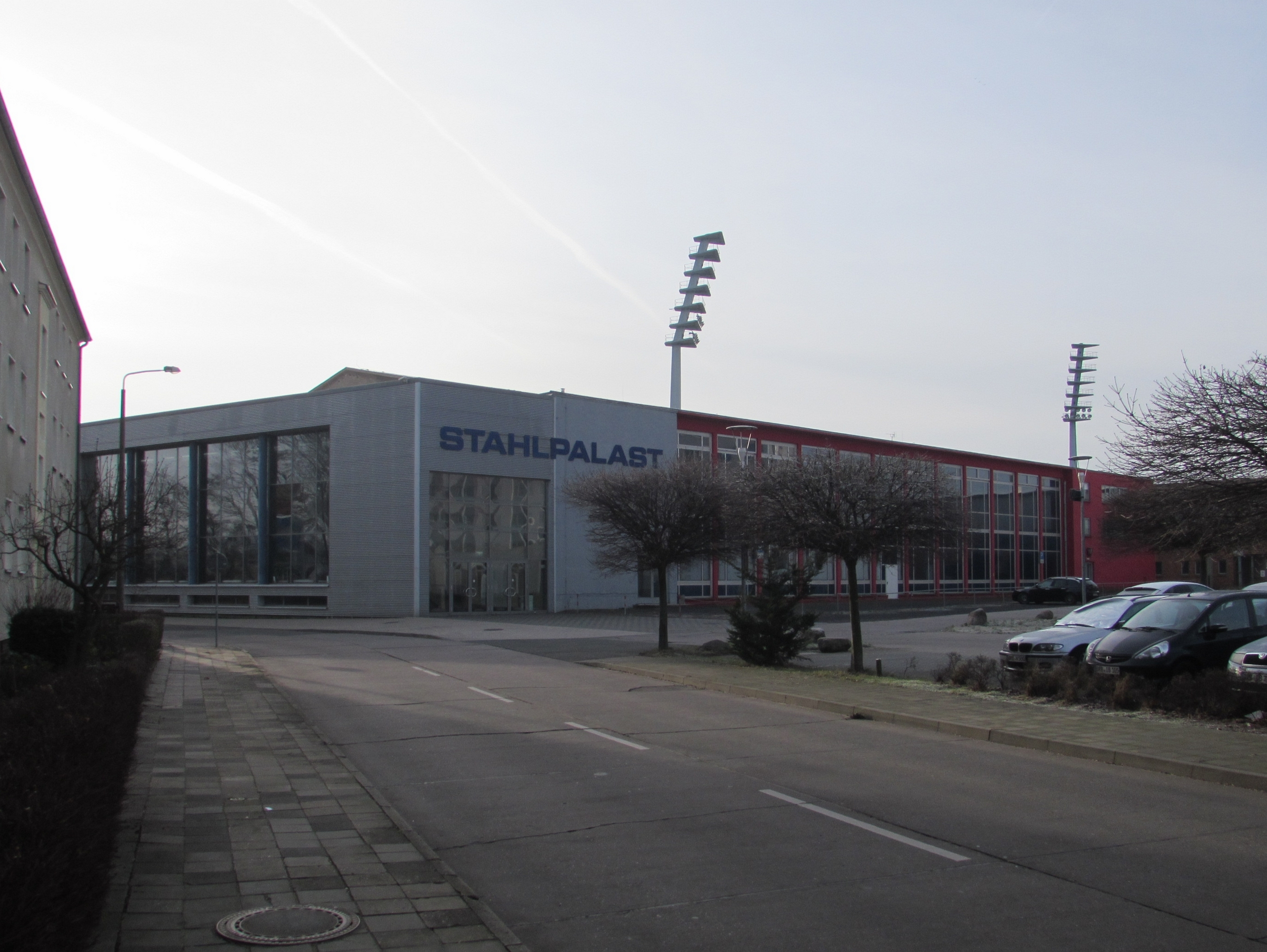
Außenansicht des Stahlpalastes

| Abschlusstabelle Gruppe A | Abschlusstabelle Gruppe A | Abschlusstabelle Gruppe A | Abschlusstabelle Gruppe A | Abschlusstabelle Gruppe A | Abschlusstabelle Gruppe A | Abschlusstabelle Gruppe A | Abschlusstabelle Gruppe A | Abschlusstabelle Gruppe A |
| Platz                     | Name                      | MP                        | Pkte                      | Aufn.                     | GD                        | BED                       | HS                        |                           |
| ------------------------- | ------------------------- | ------------------------- | ------------------------- | ------------------------- | ------------------------- | ------------------------- | ------------------------- | ------------------------- |
| 1                         | Sam van Etten             | 3:1                       | 500                       | 6                         | 83,33                     | 83,33                     | 244                       |                           |
| 2                         | Stef van Hees             | 3:1                       | 500                       | 12                        | 41,66                     | 83,33                     | 229                       |                           |
| 3                         | Simon Blondeel            | 1:3                       | 284                       | 12                        | 23,66                     | 27,77                     | 172                       |                           |

| Abschlusstabelle Gruppe B | Abschlusstabelle Gruppe B | Abschlusstabelle Gruppe B | Abschlusstabelle Gruppe B | Abschlusstabelle Gruppe B | Abschlusstabelle Gruppe B | Abschlusstabelle Gruppe B | Abschlusstabelle Gruppe B | Abschlusstabelle Gruppe B |
| Platz                     | Name                      | MP                        | Pkte                      | Aufn.                     | GD                        | BED                       | HS                        |                           |
| ------------------------- | ------------------------- | ------------------------- | ------------------------- | ------------------------- | ------------------------- | ------------------------- | ------------------------- | ------------------------- |
| 1                         | Jason Petit               | 4:0                       | 500                       | 14                        | 35,71                     | 83,33                     | 145                       |                           |
| 2                         | Jordy Jong                | 1:3                       | 479                       | 19                        | 25,21                     | 15,62                     | 208                       |                           |
| 3                         | Lukas Blondeel            | 1:3                       | 325                       | 27                        | 12,03                     | 15,62                     | 72                        |                           |

| Abschlusstabelle Gruppe C | Abschlusstabelle Gruppe C | Abschlusstabelle Gruppe C | Abschlusstabelle Gruppe C | Abschlusstabelle Gruppe C | Abschlusstabelle Gruppe C | Abschlusstabelle Gruppe C | Abschlusstabelle Gruppe C | Abschlusstabelle Gruppe C |
| Platz                     | Name                      | MP                        | Pkte                      | Aufn.                     | GD                        | BED                       | HS                        |                           |
| ------------------------- | ------------------------- | ------------------------- | ------------------------- | ------------------------- | ------------------------- | ------------------------- | ------------------------- | ------------------------- |
| 1                         | Anders Henriksen          | 4:0                       | 500                       | 10                        | 50,00                     | 50,00                     | 127                       |                           |
| 2                         | Pierre Martory            | 2:2                       | 293                       | 7                         | 41,85                     | 125,00                    | 250                       |                           |
| 3                         | Maxime Schreiner          | 0:4                       | 38                        | 7                         | 5,42                      | -                         | 22                        |                           |

## Endrunde
|  | Viertelfinale 300/20 | Viertelfinale 300/20 | Viertelfinale 300/20 | Viertelfinale 300/20 | Viertelfinale 300/20 | Viertelfinale 300/20 |                  |                | Halbfinale 300/20 | Halbfinale 300/20 | Halbfinale 300/20 | Halbfinale 300/20 | Halbfinale 300/20 | Halbfinale 300/20 |      |       | Finale 300/20 | Finale 300/20 | Finale 300/20 | Finale 300/20 | Finale 300/20 | Finale 300/20 |
|  |                      |                      |                      |                      |                      |                      |                  |                |                   |                   |                   |                   |                   |                   |      |       |               |               |               |               |               |               |
|  |                      | MP                   | Pkt.                 | Aufn.                | ED                   | HS                   |                  |                |                   |                   |                   |                   |                   |                   |      |       |               |               |               |               |               |               |
|  |                      | MP                   | Pkt.                 | Aufn.                | ED                   | HS                   |                  |                |                   |                   |                   |                   |                   |                   |      |       |               |               |               |               |               |               |
|  | Sam van Etten        | 2                    | 300                  | 1                    | 300,00               | 300                  |                  |                |                   |                   |                   |                   |                   |                   |      |       |               |               |               |               |               |               |
|  | Sam van Etten        | 2                    | 300                  | 1                    | 300,00               | 300                  |                  | MP             | Pkt.              | Aufn.             | ED                | HS                |                   |                   |      |       |               |               |               |               |               |               |
|  | Jordy Jong           | 0                    | 1                    | 1                    | 1,00                 | 1                    |                  | MP             | Pkt.              | Aufn.             | ED                | HS                |                   |                   |      |       |               |               |               |               |               |               |
|  | Jordy Jong           | 0                    | 1                    | 1                    | 1,00                 | 1                    | Sam van Etten    | 2              | 300               | 1                 | 300,00            | 300               |                   |                   |      |       |               |               |               |               |               |               |
|  |                      | MP                   | Pkt.                 | Aufn.                | ED                   | HS                   | Sam van Etten    | 2              | 300               | 1                 | 300,00            | 300               |                   |                   |      |       |               |               |               |               |               |               |
|  |                      | MP                   | Pkt.                 | Aufn.                | ED                   | HS                   |                  | Simon Blondeel | 0                 | 3                 | 1                 | 3,00              | 3                 |                   |      |       |               |               |               |               |               |               |
|  | Jason Petit          | 0                    | 47                   | 8                    | 5,87                 | 16                   |                  | Simon Blondeel | 0                 | 3                 | 1                 | 3,00              | 3                 |                   |      |       |               |               |               |               |               |               |
|  | Jason Petit          | 0                    | 47                   | 8                    | 5,87                 | 16                   |                  |                |                   |                   |                   |                   |                   | MP                | Pkt. | Aufn. | ED            | HS            |               |               |               |               |
|  | Simon Blondeel       | 2                    | 300                  | 8                    | 37,50                | 118                  |                  |                |                   |                   |                   |                   |                   | MP                | Pkt. | Aufn. | ED            | HS            |               |               |               |               |
|  | Simon Blondeel       | 2                    | 300                  | 8                    | 37,50                | 118                  | Sam van Etten    | 2              | 300               | 3                 | 100,00            | 277               |                   |                   |      |       |               |               |               |               |               |               |
|  |                      | MP                   | Pkt.                 | Aufn.                | ED                   | HS                   | Sam van Etten    | 2              | 300               | 3                 | 100,00            | 277               |                   |                   |      |       |               |               |               |               |               |               |
|  |                      | MP                   | Pkt.                 | Aufn.                | ED                   | HS                   |                  | Stef van Hees  | 0                 | 17                | 3                 | 5,66              | 12                |                   |      |       |               |               |               |               |               |               |
|  | Anders Henriksen     | 2                    | 300                  | 7                    | 42,85                | 216                  |                  | Stef van Hees  | 0                 | 17                | 3                 | 5,66              | 12                |                   |      |       |               |               |               |               |               |               |
|  | Anders Henriksen     | 2                    | 300                  | 7                    | 42,85                | 216                  |                  | MP             | Pkt.              | Aufn.             | ED                | HS                |                   |                   |      |       |               |               |               |               |               |               |
|  | Lukas Blondeel       | 0                    | 32                   | 7                    | 4,57                 | 9                    |                  | MP             | Pkt.              | Aufn.             | ED                | HS                |                   |                   |      |       |               |               |               |               |               |               |
|  | Lukas Blondeel       | 0                    | 32                   | 7                    | 4,57                 | 9                    | Anders Henriksen | 0              | 300(1)            | 14                | 21,42             | 140               |                   |                   |      |       |               |               |               |               |               |               |
|  |                      | MP                   | Pkt.                 | Aufn.                | ED                   | HS                   | Anders Henriksen | 0              | 300(1)            | 14                | 21,42             | 140               |                   |                   |      |       |               |               |               |               |               |               |
|  |                      | MP                   | Pkt.                 | Aufn.                | ED                   | HS                   |                  | Stef van Hees  | 2                 | 300(2)            | 14                | 21,42             | 105               |                   |      |       |               |               |               |               |               |               |
|  | Pierre Martory       | 0                    | 169                  | 6                    | 28,16                | 53                   |                  | Stef van Hees  | 2                 | 300(2)            | 14                | 21,42             | 105               |                   |      |       |               |               |               |               |               |               |
|  | Pierre Martory       | 0                    | 169                  | 6                    | 28,16                | 53                   |                  |                |                   |                   |                   |                   |                   |                   |      |       |               |               |               |               |               |               |
|  | Stef van Hees        | 2                    | 300                  | 6                    | 50,00                | 124                  |                  |                |                   |                   |                   |                   |                   |                   |      |       |               |               |               |               |               |               |
|  | Stef van Hees        | 2                    | 300                  | 6                    | 50,00                | 124                  |                  |                |                   |                   |                   |                   |                   |                   |      |       |               |               |               |               |               |               |

## Endergebnis
| MP    | Match Points (Sieger = 2; Unentschieden = 1; Verlierer = 0) |
| Pkte. | Erzielte Karambolagen                                       |
| Aufn. | Benötigte Versuche                                          |
| GD    | Generaldurchschnitt                                         |
| BED   | Bester Einzeldurchschnitt eines Spielers                    |
| HS    | Höchstserie                                                 |
|       | Bester GD des Turniers                                      |
|       | Bester ED des Turniers                                      |
|       | Beste HS des Turniers                                       |
|       | 1. Platz (Gold)                                             |
|       | 2. Platz (Silber)                                           |
|       | 3. Platz (Bronze)                                           |

| Finale          | 1                          | Sam van Etten    | 9:1 | 1400 | 11 | 127,27 | 300,00 | 300 |
| Finale          | 2                          | Stef van Hees    | 6:4 | 1117 | 35 | 31,94  | 83,33  | 229 |
| Halb- finale    | 3                          | Anders Henriksen | 6:2 | 1100 | 31 | 35,48  | 50,00  | 216 |
| Halb- finale    | 3                          | Simon Blondeel   | 3:5 | 587  | 21 | 27,59  | 37,50  | 172 |
| Viertel- finale | 5                          | Jason Petit      | 4:2 | 547  | 22 | 24,86  | 83,33  | 145 |
| Viertel- finale | 6                          | Pierre Martory   | 2:4 | 462  | 13 | 35,53  | 125,00 | 250 |
| Viertel- finale | 7                          | Jordy Jong       | 1:5 | 480  | 20 | 24,00  | 15,62  | 208 |
| Viertel- finale | 8                          | Lukas Blondeel   | 1:5 | 357  | 34 | 10,50  | 15,62  | 72  |
| Gruppen- phase  | 9                          | Maxime Schreiner | 0:4 | 38   | 7  | 5,42   | -      | 22  |
| Gruppen- phase  | Turnierdurchschnitt: 31,38 |                  |     |      |    |        |        |     |